# Будзиська (Ґарволінський повіт)
Будзиська (пол. Budziska) — село в Польщі, у гміні Троянув Ґарволінського повіту Мазовецького воєводства.
Населення — 161 особа (2011).
У 1975-1998 роках село належало до Седлецького воєводства.

## Демографія
Демографічна структура станом на 31 березня 2011 року:
|          | Загалом | Допрацездатний вік | Працездатний вік | Постпрацездатний вік |
| -------- | ------- | ------------------ | ---------------- | -------------------- |
| Чоловіки | 80      | 12                 | 57               | 11                   |
| Жінки    | 81      | 20                 | 38               | 23                   |
| Разом    | 161     | 32                 | 95               | 34                   |